# هری لاتی
هری لاتی (انگلیسی: Harry Lawtey؛ زادهٔ ۲۶ اکتبر ۱۹۹۶) بازیگر اهل بریتانیا است. وی از سال ۲۰۱۲ میلادی تاکنون مشغول فعالیت بوده است.
از فیلم‌ها یا برنامه‌های تلویزیونی که وی در آن نقش داشته است می‌توان به نیایش، چشم آبی روشن، جوکر: جنون مشترک، و کلمات جنگ اشاره کرد.
او به خاطر نقشش در مجموعه تلویزیونی صنعت شناخته شده است.

## زندگینامه
لاتی در آکسفورد انگلستان در یک خانواده نظامی متولد شد. والدین او اهل شهر بارتون-آپون-هامبر بوده و از همان دوران کودکی عاشق یکدیگر بودند. او یک برادر بزرگتر به نام جورج دارد که مربی تیم باشگاه فوتبال سوانزی سیتی است.
لاتی و خانواده‌اش وقتی او ۴ ساله بود به قبرس نقل مکان کردند. یک اجرا در یک آمفی تئاتر محلی قبرسی، الهام‌بخش او برای دنبال کردن بازیگری شد. او در تعطیلاتی که در انگلستان بود، برای مدرسه تئاتر سیلویا یانگ تست بازیگری داد و به عنوان دانش‌آموز شبانه‌روزی در آنجا تحصیل کرد و نزد یک خانواده میزبان در ابی وود اقامت داشت. وی در سال ۲۰۱۸ از مرکز درام لندن فارغ‌التحصیل شد.

## حرفه
لاتی حرفه خود را با حضور به عنوان مهمان در قسمت‌هایی از سریال «جادوگران در برابر بیگانگان» از شبکه CBBC و سریال پزشکی حادثه از شبکه بی‌بی‌سی وان آغاز کرد. در سال ۲۰۱۶ او اولین فیلم بلند خود را در فیلم جنایی  شهر روشنایی‌های کوچک در نقش چارلی بنسون بازی کرد. وی در سال ۲۰۱۸ در سری دوم سریال کارآگاهی «مارسلا» از شبکه آی‌تی‌وی نقش اندرو را بازی کرد.
لاتی در سال ۲۰۲۰ بازی در نقش رابرت اسپیرینگ را در سریال صنعت از شبکه بی‌بی‌سی دو و اچ‌بی‌او آغاز کرد. او همچنین در قسمتی از سریال فانتزی «نامه‌ای برای پادشاه» ظاهر شد. پس از آن، نقش کوتاهی در نقش بابی اندروز در فیلم نیایش ساخته ترنس دیویس در سال ۲۰۲۱ ایفا کرد.
لاتی در فیلم معمایی چشم آبی روشن محصول ۲۰۲۲ که به طور گسترده از نتفلیکس پخش شد، نقش آرتمیس مارکی دانشجوی دانشکده افسری را بازی کرد. او همچنین در درام کمدی رمانتیک «تو و من» محصول شبکه آی‌تی‌وی و جوکر: جنون مشترک ساخته تاد فیلیپس ظاهر شد. در سال ۲۰۲۵ در نقش ریچارد برتون جوان، در فیلم زندگینامه‌ای «آقای برتون» با توبی جونز همبازی شد. او در فیلم زندگینامه‌ای کلمات جنگ نیز ایفای نقش کرد.